# Кобзев, Владимир Иванович
Владимир Иванович Кобзев (19 октября 1910 года,  Саратов,   Российская империя — не ранее 1995 года,  Россия) — советский военачальник, генерал-майор артиллерии (25 мая 1959).

## Биография
Родился 19 октября 1910 года в городе  Саратов.  Русский.

### Военная служба

#### Межвоенные годы
25 сентября 1928 года добровольно поступил в Объединенную военную школу им. ВЦИК в Москве, во время учёбы с июля 1931 года временно исполнял должность помощника командира взвода курсантов. После окончания школы в марте 1932 года был оставлен в ней и проходил службу в должностях командира огневого взвода, взвода связи и начальника связи дивизиона, взвода разведки и начальника разведки дивизиона, начальника штаба дивизиона. Одновременно с августа 1932 года по октябрь 1935 года был врио курсового командира.
В октябре 1935 года переведен в Артиллерийское управление РККА, где исполнял должность для поручений и адъютанта 1-го разряда. В феврале 1939 года капитан  Кобзев назначен командиром дивизиона 82-го артиллерийского полка 82-й стрелковой дивизии УрВО в городе Молотов, а с мая – начальника штаба полка. В августе 1939 года участвовал в боях на реке Халхин-Гол, был ранен. Указом ПВС СССР от 17 ноября 1939 года за мужество и героизм он был награжден орденом Красного Знамени. По окончании боевых действий, с октября 1939 года капитан  Кобзев – помощник командира 82-го артиллерийского Краснознаменного полка 82-й стрелковой дивизии 17-й армии в городе Чойбалсан (МНР), с января 1940 года он вступил в командование этим полком. В мае 1940 года откомандирован на учебу в Военную академию РККА им. М. В. Фрунзе. 

#### Великая Отечественная война
С началом  войны досрочно выпущен из академии и направлен командиром 212-го гаубичного артиллерийского полка 15-го стрелкового корпуса. Воевал с ним на Юго-Западном фронте под Киевом. В ноябре 1941 года назначен командиром 889-го истребительно-противотанкового артиллерийского полка, с которым воевал в составе 43-й армии Западного фронта.
С марта 1942 года подполковник  Кобзев – заместитель командира – начальник артиллерии 173-й стрелковой дивизии. Участвовал с ней в Ржевско-Вяземской наступательной операции, в боях по овладению Варшавским шоссе. Летом 1942 года дивизия находилась во втором эшелоне 50-й, затем 10-й армий Западного фронта: доукомплектовывалась личным составом и вооружением. В августе она была переброшена на Сталинградский фронт и в сентябре 1942 года вела бои северо-западнее Сталинграда. С 7 декабря дивизия вошла в состав Донского фронта и участвовала в ликвидации немецкой группировки, окруженной под Сталинградом. За успешные бои по уничтожению Сталинградской группировки противника была преобразована в 77-ю гвардейскую.
В феврале 1943 года  Кобзев был назначен командиром 4-й гвардейской легкой артиллерийской бригады, входившей в состав 2-й гвардейской артиллерийской дивизии прорыва РГК. После боев под Сталинградом бригада и дивизия находились в резерве Ставки ВГК, затем вошли в состав Южного фронта (с октября 1943 г. – 4-й Украинский). В августе 1943 года в ходе Донбасской наступательной операции бригада вместе с кавалерийским корпусом совершила рейд в тыл противника от Амбросиевки (Сталинской обл.) до Таганрога. За эти бои  Кобзев был представлен к ордену Ленина, но Приказом по войскам 4-го Украинского фронта от 8 октября 1943 года, награжден орденом Отечественной войны 1-й ст.  

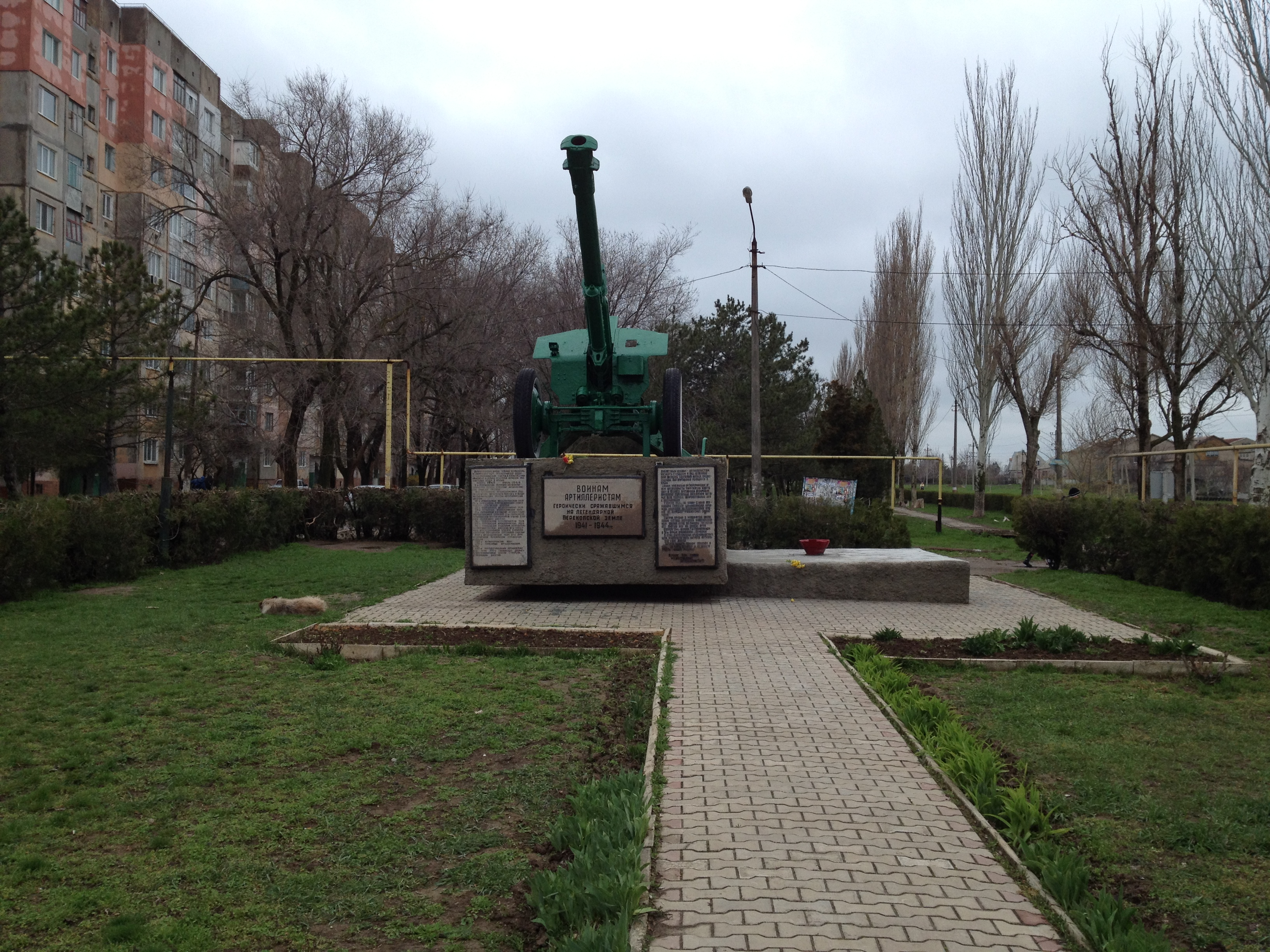
Памятный знак в честь воинов-артиллеристов (гаубица), Армянск Текст: Артиллерийская пушка-гаубица была установлена в г. Армянске в честь артиллерийских соединений, которые принимали участие в освобождении Армянска в период разгрома немецко-фашистских войск в Крыму (ноябрь 1943 - апрель 1944 гг.): ... 2-я гвардейская Перекопская Краснознаменная ордена Суворова артиллерийская дивизия прорыва...

В последующем бригада под его командованием принимала участие в Мелитопольской, Никопольско-Криворожской и Крымской наступательных операциях. За отличия в последней дивизии было присвоено наименование Перекопская. По завершении боев в Крыму дивизия была выведена в резерв Ставки ВГК, в период со 2 мая по 4 июня 1944 года полковник  Кобзев временно исполнял должность командира дивизии. В конце мая дивизия была передислоцирована на 3-й Белорусский фронт, где вошла в 5-й артиллерийский корпус прорыва РГК. С 5 июня 1944 года Кобзев вновь вступил в командование 4-й гвардейской легкой артиллерийской бригадой и воевал с ней до конца войны. Участвовал в Витебско-Оршанской, Минской и Вильнюсской наступательных операциях. В конце августа 1944 года бригада вместе с дивизией была подчинена 3-му Прибалтийскому фронту и в составе 1-й ударной армии принимала участие в Рижской наступательной операции. Затем дивизия вновь была переподчинена 3-му Белорусскому фронту и до конца декабря поддерживала соединения 11-й гвардейской армии при блокировании курляндской группировки противника. В январе – феврале 1945 года она участвовала в Восточно-Прусской наступательной операции. Во второй половине февраля дивизия вела боевые действия на 1-м Прибалтийском фронте, поддерживая соединения 11-й гвардейской, 39-й и 43-й армий в ходе  ликвидации земландской группировки противника. Затем поддерживала войска 3-го Белорусского фронта при проведении Инстербургско-Кенигсбергской и Кенигсбергской наступательных операций. В начале мая бригада вместе с дивизией была подчинена 6-й гвардейской армии Ленинградского фронта и до конца войны вела бои с курляндской группировкой противника.

#### Послевоенное время
С августа 1945 года полковник  Кобзев командовал 42-й гвардейской тяжелой минометной Севастопольской Краснознаменной бригадой, с декабря – 326-й артиллерийской бригадой 85-й гвардейской стрелковой дивизии. В январе 1946 года переведен на преподавательскую работу в Военную академию им. М. В. Фрунзе, где исполнял должность преподавателя и старшего преподавателя кафедры артиллерии. С ноября 1951 года по ноябрь 1953 года учился в Высшей военной академии им. К. Е. Ворошилова. По окончании которой продолжил службу в Военной академии им. М. В. Фрунзе в должностях заместителя начальника кафедры артиллерии и кафедры боевого применения ракетных войск и артиллерии. Решением ВАК от 14 апреля 1962 года ему было присвоено ученое звание доцент. С сентября – начальник 2-го факультета (заочного обучения), одновременно являясь старшим тактическим руководителем факультета. 12 мая 1969 года гвардии генерал-майор Кобзев уволен в запас.
Указом Президента Российской Федерации № 443 от 4 мая 1995 года,  за отличия в руководстве войсками при проведении боевых операций в период Великой Отечественной войны 1941-1945 годов, был награждён орденом Жукова.

## Награды
РФ
- орден Жукова (04.05.1995)

СССР
- орден Ленина (05.11.1954)[5][6]
- четыре ордена Красного Знамени (17.11.1939[5], 29.12.1942[5], 20.07.1944[7],  20.06.1949[6][8])
- орден Богдана Хмельницкого II степени (21.05.1945)[9]
- Орден Александра Невского (11.10.1944)[10]
- два ордена Отечественной войны I степени  (08.10.1943[11], 06.04.1985[12])
- орден Красной Звезды (03.11.1944)[6][13]
  - медали в том числе:
  - «За оборону Москвы» (1944)
  - «За оборону Сталинграда» (1943)
  - «За оборону Киева» (1961)
  - «За победу над Германией в Великой Отечественной войне 1941—1945 гг.» (20.10.1945)[14]
  - «За взятие Кёнигсберга» (02.12.1945)[15]
  - «Ветеран Вооружённых Сил СССР» (1976)

МНР
- медаль «30 лет Халхин-Гольской Победы» (15.08.1969)[16]